# Heinrich Theodor Schmidt
Heinrich Theodor Schmidt (* 22. Januar 1843 in Usingen; † 19. Juli 1904 in Frankfurt am Main) war ein deutscher Architekt, der vor allem in Frankfurt am Main tätig war.

## Leben und Werk
Schmidt erhielt seine Ausbildung an der Baugewerkschule Holzminden und arbeitete ab 1865 bei der Bezirksbauinspektion in Eltville. 1872 zog er nach Frankfurt am Main, wo die meisten seiner eigenständigen Werke entstanden. Er war auf den Bau großbürgerlicher Wohnhäuser und Villen spezialisiert. Seine Entwürfe zeigen meist den Stil der Neorenaissance (oft mit deutlichem Bezug auf Vorbilder der deutschen Renaissance), teilweise sind sie aber auch in neubarocken Formen gehalten. Sein wohl bedeutendstes Werk ist Schloss Lieser an der Mosel, das Schmidt 1884 bis 1887 für den Gasfabrikanten Eduard Puricelli errichtete.

### Bauten

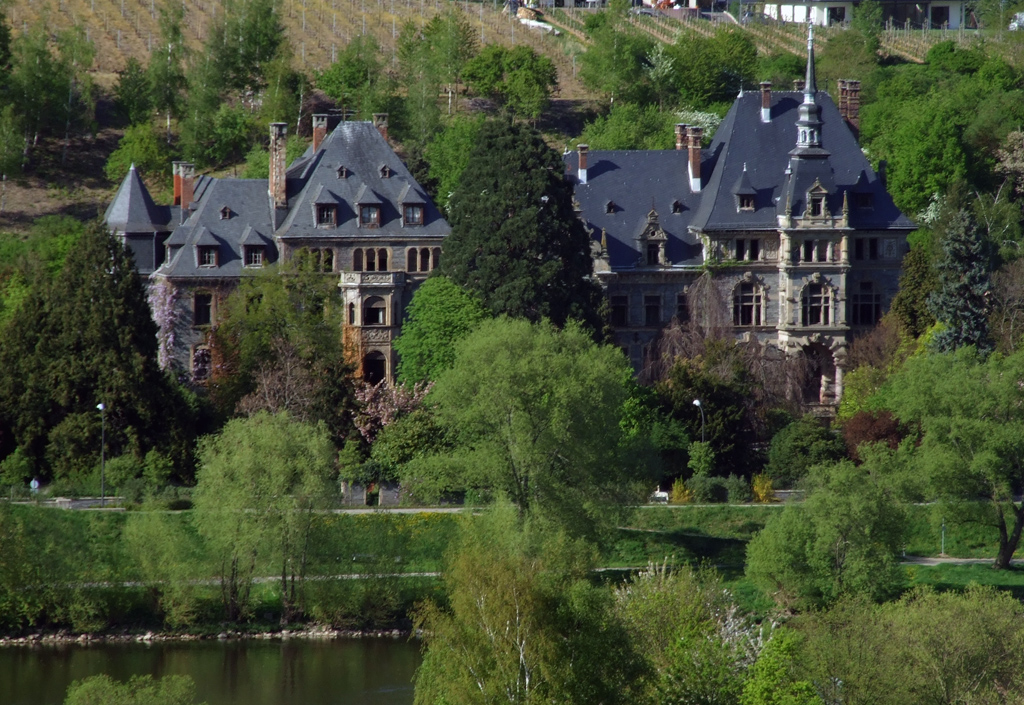
Schloss Lieser an der Mosel

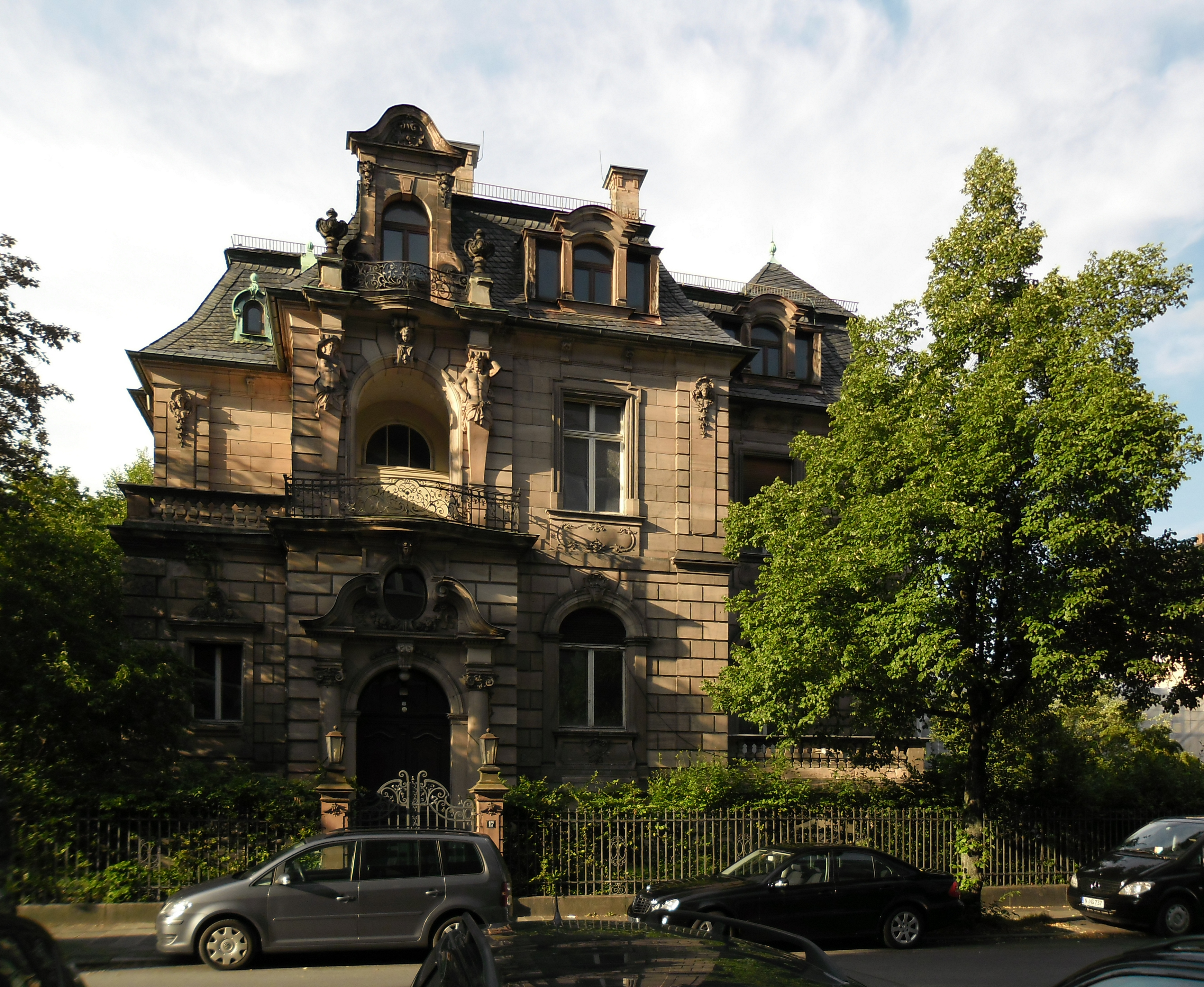
Villa Hopf in Nürnberg (heutige Kunstvilla)

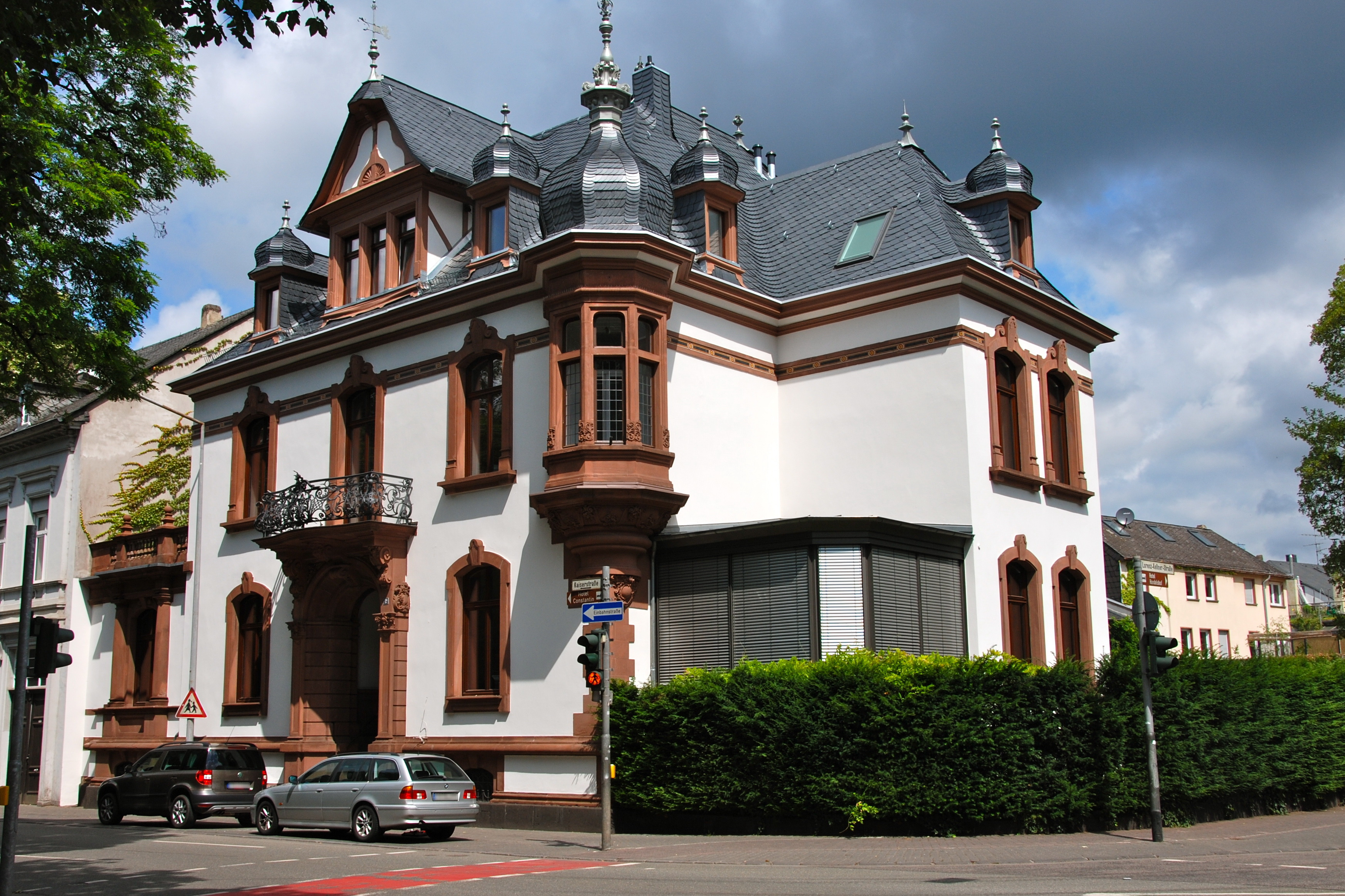
Villa Dr. Weis, Kaiserstraße 12 in Trier (heute ISSTAS+THEES Ingenieurgesellschaft)

#### In Frankfurt am Main
- 1878: Café Neuf
- 1878–1879: Wiederaufbau des Gesellschaftshauses im Palmengarten
- 1881: Bier- und Weinhallen für die Allgemeine Patent- und Musterschutz-Ausstellung (mit Walter Decker, Albert Dessoff, Alfred Friedrich Bluntschli, Carl Jonas Mylius, Christian und Christoph Welb und Stigler)
- 1882: Wohnhaus Liebigstraße 51/53
- 1883: Geschäftshaus Johann Christoph Jureit
- 1885: Geschäftshaus Gebr. Maas
- 1885: Wohnhaus Georg Philipp Schwarz
- 1887: Geschäftshaus Heinrich Kleyer
- 1887: Villa Steindecker
- 1890er Jahre: Wohnhaus Fellnerstraße 8
- 1890: Entwurf für den Umbau des Römers (nicht ausgeführt)
- 1891–1892: Villa Heinrich Kleyer
- 1901–1903: Lessing-Gymnasium

#### Außerhalb von Frankfurt
- 1875: Umbau des Schlosses Schönborn in Geisenheim
- 1880: Gartenpavillon  des Dr. Kilian Steiner, Raidtweg 11, Bad Niedernau
- 1884–1887 (1895 erweitert): Schloss Lieser
- 1888–1889: Villa für Dr. Weis in Trier, Kaiserstraße 12
- 1893: Ausstellungsgebäude für die Firma Krupp auf der Weltausstellung 1893 in Chicago
- 1893: Umbau des Berckheim'schen Schlosses in Weinheim (Bergstraße)
- 1893–1895: Villa Hopf in Nürnberg (mit Georg Richter; seit 2014 Kunstvilla im KunstKulturQuartier)
- 1897: Umbau des Hochschlosses von Schloss Dyck
- 1900–1901: Reformgymnasium (vormalige Bender'sche Erziehungsanstalt, heute Werner-Heisenberg-Gymnasium) in Weinheim (Bergstraße)[1]